# Superfuzja
Superfuzja – to pierwszy studyjny album duetu Modfunk. Wydany został 12 stycznia 2002 roku na płycie CD. Płyta jest mieszanką house, techno, acid i funk. Album promowały dwa teledyski, "Promo" i "Souler". Teledyski były zrealizowane w animacji 2D i 3D, a prezentowane były m.in. w takich stacjach telewizyjnych jak VIVA POLSKA i MTV POLSKA. 

## Lista utworów
1. The Wav
2. Souler
3. Love
4. Funk- Fu
5. Promo
6. Daytona
7. Modcafe
8. Saturn 5
9. Don't Call...
10. Body
11. Deep End